# Суд над Людовиком XVI

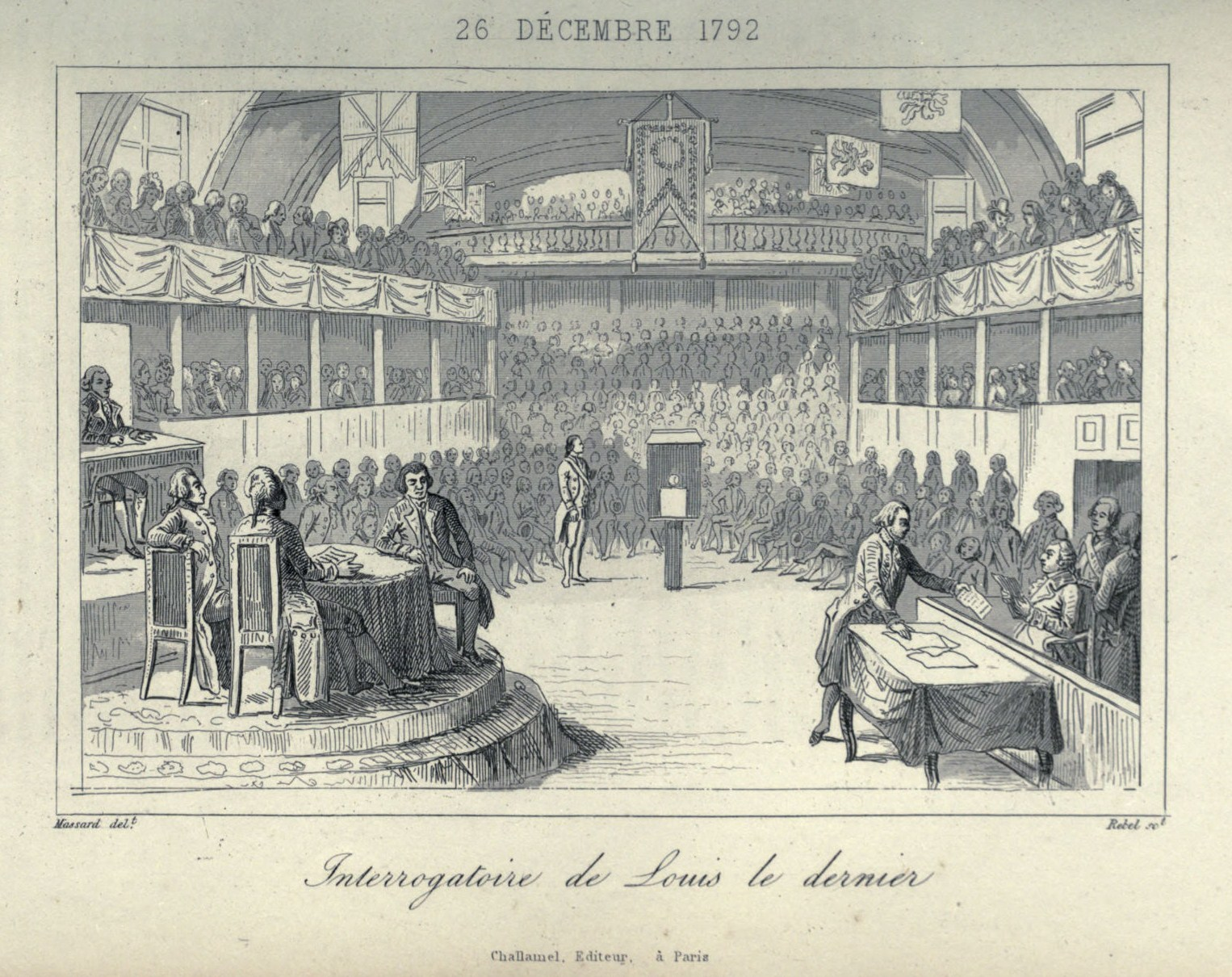
«Допит Людовика Останнього», ілюстрація з книги 1842 р.

Суд над Людовиком XVI (фр. procès de Louis XVI — в революційній Франції, що проходив в паризькому палаці Тюїльрі з 10 по 26 грудня 1792 року судовий процес над колишнім королем Людовиком XVI, на момент суду — французьким громадянином Луї Капетом (Louis Capet), судимою депутатами Національного конвенту.
Захисниками Луї Капета виступили адвокати Мальзерб, Тронше і Де Сез. Громадянин Капет звинувачувався в зраді нації, у складанні змови проти волі нації і в ряді замахів проти безпеки держави, включаючи відносини з іноземними державами і емігрантами, доказом чого слугували компрометуючи документи з залізного сейфа, знайдені 20 листопада 1792.
Голосуванням в Конвенті 15 січня 1793, при 361 проголосували за смерть Капета серед 721 депутата, колишній король був засуджений на смертну кару. 21 січня 1793 вирок був приведений у виконання на паризькій площі Революції.

## Передісторія

### Монарх-утікач
У червні 1791 Людовик XVI зробив спробу втекти з сім'єю в Лотарингію, але втікачі були затримані в Варенні і повернуті під конвоєм до Парижа..

### Конституційна монархія
14 вересня 1791 Людовик XVI склав присягу нової конституції, але продовжував вести переговори з емігрантами та іноземними державами.
Відмова Людовика санкціонувати декрет зборів проти емігрантів і бунтівних священиків та видалення нав'язаного йому патріотичного міністерства викликали рух 20 червня 1792 року, а доведені зносини його з іноземними державами і емігрантами призвели до повстання 10 серпня і повалення монархії (21 вересня 1792). Людовик XVI був ув'язнені з сім'єю в паризькій Тампль.

## Історія
Новий правлячий законодавчий орган Франції — Національний конвент (20 вересня 1792 — 26 жовтень 1795) — насамперед оголосив Францію республікою. Слідом за тим жирондисти підняли питання про суд над королем. Якобінці міцно вхопилися за цю думку, Робесп'єр прямо заявив, що тут справа не в суді, а в політичній мірі і що «Людовик повинен померти, щоб жила республіка». Ця відверта заява злякала жирондистів. Вони придумали засіб врятувати короля, запропонувавши віддати вирок конвенту на затвердження народу; але якобінці цього-то якраз і боялися.
Почався процес, під час якого Людовик XVI тримав себе з великою гідністю і, не задовольняючись промовами обраних ним захисників, сам захищався проти висунутих на нього звинувачень, посилаючись на права, дані йому Конституцією.
Величезною більшістю голосів Луї Капет був визнаний винним у змові проти свободи нації і проти загальної безпеки держави; апеляція до народу була відкинута теж значною більшістю (між іншим, і голосами багатьох жирондистів), але лише незначну більшість — 361 голос з 721 — висловилося за смертну кару Людовика XVI.

### Страта і наслідки
Вирок був приведений у виконання 21 січня 1793 року. Це подія справила страшне враження у всій Європі. Проти революції утворилася коаліція, яка поставила собі за мету відновити до Франції монархію і колишні порядки.